# Przemysław Karnowski
Przemysław Marcin Karnowski (ur. 8 listopada 1993 w Bydgoszczy) –  były polski koszykarz, grający na pozycji środkowego (centra). Przez wielu ekspertów uważany był za jednego z najzdolniejszych polskich koszykarzy młodego pokolenia.

## Kariera klubowa

### Początki
Treningi koszykarskie rozpoczął w wieku 12 lat. Na początku swojej kariery grał w takich zespołach jak: MKS Katarzynka Toruń, KKS Siarka Jezioro Tarnobrzeg, SMS PZKosz Władysławowo i SIDEn Polski Cukier Toruń.
W seniorskiej koszykówce debiutował w sezonie 2011/2012 w Siarce Tarnobrzeg. Pierwszy ligowy mecz rozegrał 8 października 2011 roku. Przeciwko Enerdze Czarnym Słupsk rzucił 6 punktów i miał 4 zbiórki w czasie 26 minut spędzonych na parkiecie. Swój najlepszy mecz w PLK rozegrał przeciwko AZS Politechnice Warszawskiej. Zdobył w nim 35 punktów (17/19 z gry) oraz zebrał 6 piłek. Już w swoim debiutanckim sezonie został wybrany do pierwszej piątki drużyny Południa w Meczu Gwiazd PLK 2012, który odbył się w katowickim Spodku. Karnowski zdobył w tym meczu 11 punktów. Na przestrzeni całego sezonu ligowego Karnowski notował średnio 10,1 punktu oraz 4,4 zbiórki w niespełna 25 minut na parkiecie.

### NCAA
2 maja 2012 podjął decyzję o przejściu do drużyny Gonzaga Bulldogs w rozgrywkach NCAA. Decyzję ogłosił za pomocą Twittera. W pierwszym oficjalnym meczu w NCAA przeciwko Southern Utah zdobył 22 punkty (10/16 z gry, 2/7 osobiste) i zebrał 3 piłki. Mimo dobrego początku (w pierwszym i trzecim meczu był najlepiej punktującym drużyny), to w pierwszym sezonie ligi akademickiej był rezerwowym, rozgrywając 34 spotkania, ale tylko raz rozpoczynając mecz w pierwszej piątce. Gonzaga zakończyła sezon, przegrywając 70:76 z Wichita State w Round 32 turnieju NCAA. Jego średnie to 5,4 punktu i 2,6 zbiórki w ciągu niespełna 11 minut na mecz.
W drugim sezonie w rozgrywkach akademickich Karnowski został zawodnikiem pierwszej piątki. Jeszcze przed sezonem typowano, że jego wkład w drużynę może być większy, co może się nawet przełożyć na wybór w Drafcie NBA 2014. W sezonie 2013/14 rozegrał 36 spotkań, wszystkie w pierwszej piątce. Ostatecznie Gonazga odpadła na tym samym etapie rozgrywek co rok wcześniej, przegrywając z Arizona Wildcats 61:84. W sezonie 2013/14 notował średnio 10,4 punktu i 7,1 zbiórki w 25 minut na mecz.
W trzecim sezonie Karnowski nadal był pierwszym centrem Bulldogs, rozgrywając na przestrzeni całego sezonu 38 spotkań i tylko raz nie wyszedł w pierwszej piątce. Gonzaga w turnieju NCAA dotarła do Final Eight, gdzie jednak ulegli późniejszym mistrzom NCAA Duke Blue Devils 52:66. Na przestrzeni całego sezonu średnio zdobywał 10,9 punktu i łapał 5,8 zbiórki w niespełna 25 minut na mecz. Mimo spekulacji o zgłoszeniu do draftu Karnowski postanowił pozostać na uczelni.
Czwarty sezon powinien być dla Karnowskiego ostatnim w rozgrywkach NCAA, jednak tak się nie stało, ze względu na poważną kontuzję, przez którą musiał przejść operację kręgosłupa. W konsekwencji musiał przedwcześnie zakończyć sezon po rozegraniu zaledwie 5 spotkań. Przepisy NCAA w takiej sytuacji pozwalają zawodnikom wrócić na jeszcze jeden, piąty rok.
Po żmudnej rehabilitacji Karnowski wrócił do gry w sezonie 2016/17. Podobnie, jak w ubiegłych latach był podstawowym centrem Bulldogs, którzy dotarli aż do finału NCAA. Został dzięki temu pierwszym Polakiem w historii, który dotarł do wielkiego finału rozgrywek akademickich. W ostatnim spotkaniu sezonu 2016/17 Gonzaga przegrała z 65:71 z North Carolina Tar Heels. Karnowski w tym spotkaniu miał 9 punktów i 9 zbiórek.
Karnowski karierę w lidze NCAA zakończył jako zawodnik z największą liczbą zwycięstw w historii - 137. Za swoje osiągnięcia w sezonie 2016/17 został uhonorowany Kareem Abdul-Jabbar Award, nagrodą dla najlepszego koszykarza akademickiego, występującego na pozycji środkowego. Jego statystyki w tej kampanii to 12,2 punktu, 5,8 zbiórki oraz 2,1 asysty na mecz.

### Draft i Liga Letnia
Ze względu na dość zaawansowany wiek w chwili Draftu w 2017 roku (niespełna 24 lata) oraz wcześniejsze problemy z kręgosłupem, Karnowski nie był brany pod uwagę w większości przewidywań draftowych. By zwiększyć swoje szanse wziął udział w przeddraftowych treningach z Washington Wizards, Charlotte Hornets, Orlando Magic, Dallas Mavericks, Atlanta Hawks, Denver Nuggets oraz Sacramento Kings. 22 czerwca 2017 roku odbył się draft, w którym Karnowski nie został wybrany przez żaden klub. Parę dni później podpisał kontrakt z Hornets, na mocy którego miał reprezentować ten klub w Lidze Letniej NBA. W barwach Charlotte rozegrał zaledwie 2 spotkania, w których notował średnio 3 punkty i 3 zbiórki na mecz. W czasie trwania rozgrywek Karnowski zamienił Hornets na Magic. W nowych barwach rozegrał dwa spotkania. W pierwszym meczu dla Orlando Magic zdobył 14 punktów i 5 zbiórek (Magic wygrali 84:73 z New York Knicks), natomiast w drugim spotkaniu rzucił 20 punktów oraz zebrał 9 piłek (Magic przegrali 78:86 z Hornets).

### Powrót do Europy
Po zakończeniu Ligi Letniej Karnowski bezskutecznie próbował zdobyć kontrakt w NBA. W związku z tym podjął decyzję o powrocie do Europy. 28 lipca 2017 roku został zawodnikiem hiszpańskiego MoraBanc Andorra. W hiszpańskiej ekstraklasie swój debiut  rozegrał 1 października przeciwko Realowi Madryt. W czasie 6 minut na parkiecie zdobył 2 punkty (1/3 z gry). Najlepsze spotkania w barwach zespołu z Andory zanotował 8 października z UCAM Murcia (15 punktów i 6 zbiórek w 21 minut) oraz 5 listopada przeciwko Joventutowi Badalona (17 punktów i 3 zbiórki w 24 minuty). 27 lutego 2018 został wypożyczony do Montakit Fuenlabrada. Powodem była kontuzja kostki, która go wyłączyła z gry na 8 tygodni. W tym czasie klub z Andory zatrudnił dwóch innych zawodników grających na jego pozycji. Po powrocie do zdrowia Karnowski nie odzyskał miejsca w rotacji, dlatego postanowił zmienić klub. W nowej drużynie grał krócej oraz notował gorsze statystyki niż przed kontuzją.
Po sezonie postanowił wrócić do Polski. 16 sierpnia 2018 roku dołączył do Polskiego Cukru Toruń. Pierwszy mecz ligowy w nowym barwach rozegrał 7 października 2018 roku. W wygranym 76:72 meczu z Treflem Sopot zanotował 12 punktów i 3 zbiórki w niespełna 11 minut na parkiecie. Po rozegraniu 6 spotkań w barwach toruńskiej drużyny Karnowski musiał się poddać operacji ścięgna Achillesa, która wyeliminowała go z gry na kilka tygodni. Po powrocie do zdrowia zdążył rozegrać jeszcze tylko 3 spotkania w sezonie 2018/19. Na przestrzeni całych rozgrywek notował średnio 6,2 punktu i 2,7 zbiórki w czasie niespełna 12 minut na mecz. Jego następnym klubem był Stelmet Zielona Góra, z którym podpisał kontrakt w sierpniu 2020 roku. Miał to być dla niego powrót do gry po rocznej przerwie, gdyż ostatni mecz rozegrał 5 maja 2019 roku.  Jednak jego problemy zdrowotne znowu dały o sobie znać, przez co w zielonogórskiej drużynie nie rozegrał ani jednego spotkania. Do gry wrócił dopiero w sezonie 2021/22, znowu w barwach toruńskiej ekipy. Ze względów zdrowotnych Karnowski rozegrał zaledwie 9 spotkań, notując średnio 3,3 punktu i 2,2 zbiórki w 10 minut na mecz.

## Kariera trenerska
Choć Karnowski oficjalnie nie zakończył kariery, to w styczniu 2023 roku University of Arizona poinformował w mediach społecznościowych, że został on asystentem trenera Arizona Wildcats. Szkoleniowcem drużyny jest Tommy Lloyd, który w przeszłości był asystentem w Gonzaga Bulldogs i to on odpowiadał za ściągnięcie Karnowskiego do tej drużyny.

## Kariera reprezentacyjna

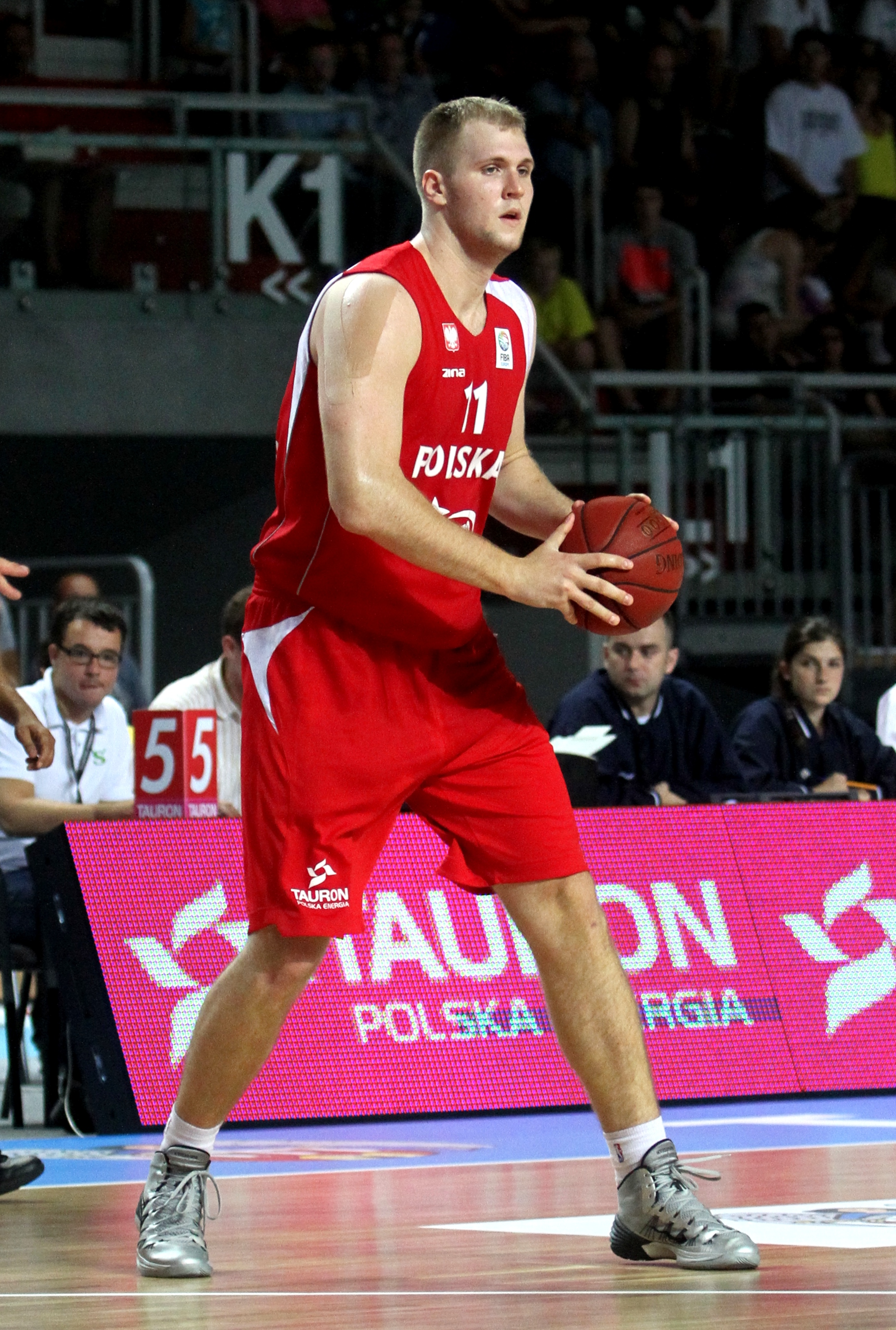
Karnowski w barwach reprezentacji Polski w 2014 roku

Reprezentował Polskę w różnych kategoriach wiekowych. Największy sukces odniósł w lipcu 2010 roku, kiedy wraz z reprezentacją U-17 zdobył srebrny medal mistrzostw świata. Latem 2011 - wraz z Mateuszem Ponitką - był przymierzany przez ówczesnego selekcjonera Aleša Pipana do debiutu w reprezentacji seniorskiej i występów w Mistrzostwach Europy na Litwie. Jednak na skutek zmęczenia po mistrzostwach Europy U-18 i lekkiego rozczarowania po zajęciu w nich zaledwie 6. miejsca, do powołania nie doszło. Do szerokiej kadry I reprezentacji został zatem powołany dopiero w następnym sezonie (latem 2012), jednak debiutu w jej barwach nie doczekał się również w pierwszych pięciu towarzyskich meczach kadry w tym roku (w lipcu, podczas dwóch towarzyskich potyczek z Chinami w Katowicach oraz towarzyskiego turnieju w Sofii). Oficjalnie w kadrze seniorskiej zadebiutował, więc 3 sierpnia 2012 w Ergo Arenie, w pierwszym spotkaniu towarzyskiego turnieju Sopot Basket Cup 2012 przeciwko Czarnogórze, przegranego 69:75 (w sumie na boisku przebywał prawie 4,5 minuty). W 2013 wystąpił w Mistrzostwach Europy w Słowenii. Średnio notował 3,3 punktu i 2,5 zbiórki w niespełna 7 minut na mecz. W 2015 roku powołano go na kolejny Eurobasket. Średnio w niespełna 13 minut zdobywał 5,5 punktu i 2,3 zbiórki na mecz. Ostatni raz reprezentował Polskę na mistrzostwach kontynentu w 2017 roku. Jego statystyki na tym turnieju to średnio 8,2 punktu i 3,2 zbiórki w niespełna 18 minut na mecz.  

## Osiągnięcia
Stan na 30 września 2018, na podstawie, o ile nie zaznaczono inaczej.

### NCAA
- Wicemistrz NCAA (2017)
- Uczestnik rozgrywek:
  - Elite 8 turnieju NCAA (2015, 2017)
  - II rundy turnieju NCAA (2013–2015, 2017)
- Mistrz:
  - turnieju konferencji West Coast (WCC – 2013–2015, 2017)
  - sezonu zasadniczego WCC (2013–2015, 2017)
- Laureat Kareem Abdul-Jabbar Award (2017 – nagrody dla najlepszego środkowego NCAA.)[54]
- Zaliczony do:
  - I składu:
    - WCC (2015, 2017)
    - turnieju WCC (2015, 2017)
    - zawodników pierwszorocznych WCC (2013)

  - składu WCC All-Conference Honorable Mention (2014)
- Lider wszech czasów NCAA Division I oraz klubu Gonzaga w liczbie wygranych spotkań (136)

### Drużynowe
- Zdobywca Superpucharu Polski (2018)[55]

### Indywidualne
- Najlepszy Polski Debiutant PLK (2012)
- Lider II ligi polskiej w blokach (2010)
- Uczestnik meczu gwiazd:
  - wschodzących - Nike Hoop Summit (2011)[56]
  - Europy U–18 (2011)[57]

### Reprezentacja
Seniorów
- Uczestnik mistrzostw Europy (2013 – 21. miejsce, 2015 – 11. miejsce, 2017 – 18. miejsce)

Młodzieżowa
- Wicemistrz świata do lat 17 (2010)
- Mistrz Europy dywizji B U–20 (2013)
- Uczestnik mistrzostw:
  - Europy U–16 (2008 – 14. miejsce, 2009 – 4. miejsce)
  - Europy U–18 (2010 – 6. miejsce, 2011 – 6. miejsce)
  - Europy U–20 dywizji B (2012 – 5. miejsce, 2013)
  - świata U–19 (2011 – 7. miejsce)
- Zaliczony do I składu mistrzostw:
  - Europy:
    - U–16 (2009)
    - U–18 (2011)
    - U–20 dywizji B (2012 – 5. miejsce, 2013)

  - świata U–17 (2010)

## Statystyki

### W rozgrywkach akademickich
| Sezon     | Drużyna                 | M  | S5 | MPG  | FG%   | 3P%  | FT%   | RPG | APG | SPG | BPG | PPG  |
| --------- | ----------------------- | -- | -- | ---- | ----- | ---- | ----- | --- | --- | --- | --- | ---- |
| 2012/2013 | Gonzaga Bulldogs (NCAA) | 34 | 1  | 10,8 | 56,7% | –    | 44,4% | 2,6 | 0,2 | 0,2 | 0,3 | 5,4  |
| 2013/2014 | Gonzaga Bulldogs (NCAA) | 36 | 36 | 25,3 | 59,3% | 0,0% | 50,0% | 7,1 | 0,7 | 0,3 | 1,7 | 10,4 |
| 2014/2015 | Gonzaga Bulldogs (NCAA) | 38 | 37 | 24,5 | 62,2% | 100% | 50,9% | 5,8 | 1,3 | 0,5 | 1,0 | 10,9 |
| 2015/2016 | Gonzaga Bulldogs (NCAA) | 5  | 5  | 24,8 | 59,4% | –    | 46,2% | 5,4 | 1,2 | 0,8 | 0,6 | 8,8  |
| 2016/2017 | Gonzaga Bulldogs (NCAA) | 39 | 39 | 23,1 | 58,6% | 0,0% | 59,4% | 5,9 | 1,9 | 0,4 | 1,0 | 12,2 |

### W lidze letniej NBA
| Sezon | Drużyna           | M | S5 | MPG  | FG%   | 3P% | FT%   | RPG | APG | SPG | BPG | PPG  |
| ----- | ----------------- | - | -- | ---- | ----- | --- | ----- | --- | --- | --- | --- | ---- |
| 2017  | Charlotte Hornets | 2 | 0  | 6,2  | 60,0% | –   | –     | 3,0 | 0,0 | 0,0 | 0,0 | 3,0  |
| 2017  | Orlando Magic     | 2 | 1  | 25,5 | 61,9% | –   | 80,0% | 7,0 | 2,0 | 1,5 | 0,5 | 17,0 |

### W rozgrywkach krajowych
| Sezon     | Drużyna                    | M  | S5 | MPG  | FG%   | 3P%   | FT%   | RPG | APG | SPG | BPG | PPG  |
| --------- | -------------------------- | -- | -- | ---- | ----- | ----- | ----- | --- | --- | --- | --- | ---- |
| 2009/2010 | SIDEn Toruń (II liga)      | 14 |    | 21,4 | 56,0% | 0,0%  | 61,2% | 9,1 | 1,2 | 0,9 | 2,5 | 12,2 |
| 2010/2011 | SMS Władysławowo (II liga) | 23 |    | 31,0 | 51,7% | 25,0% | 54,7% | 9,6 | 1,3 | 1,1 | 2,1 | 14,0 |
| 2011/2012 | Siarka Tarnobrzeg (PLK)    | 35 | 18 | 25,6 | 52,0% | 6,7%  | 56,0% | 4,4 | 1,3 | 0,7 | 1,2 | 10,1 |
| 2017/2018 | MoraBanc Andorra (ACB)     | 13 | 2  | 16,2 | 59,5% | –     | 45,5% | 2,5 | 0,6 | 0,5 | 0,2 | 7,5  |
| 2017/2018 | Montakit Fuenlabrada (ACB) | 10 | 0  | 8,5  | 42,9% | –     | 53,8% | 1,3 | 0,0 | 0,3 | 0,1 | 2,5  |

### W rozgrywkach międzynarodowych
| Sezon     | Drużyna                    | M  | S5 | MPG  | FG%   | 3P% | FT%   | RPG | APG | SPG | BPG | PPG |
| --------- | -------------------------- | -- | -- | ---- | ----- | --- | ----- | --- | --- | --- | --- | --- |
| 2017/2018 | MoraBanc Andorra (Eurocup) | 10 | 6  | 18,3 | 53,6% | –   | 57,1% | 3,7 | 0,5 | 0,2 | 0,5 | 7,6 |